# Jacques Lacombe
Jacques Lacombe CM, CQ  (* 14. Juli 1963 in Cap-de-la-Madeleine, Québec, Kanada) ist ein kanadischer Organist, Orchesterleiter und Dirigent.

## Leben
Lacombe begann seine musikalische Ausbildung als Sänger in einem Chor und wurde später durch Raymond Daveluy als Organist ausgebildet. Er studierte am Conservatoire de musique du Québec à Montréal und an der Hochschule für Musik in Wien.
Von 1994 bis 1998 war Lacombe stellvertretender Dirigent des Orchestre symphonique de Montréal und dort später in den Jahren von 2002 bis 2006 Gastdirigent. Gleichzeitig, von 1990 bis 2003, war er Chefdirigent und Musikdirektor der Grands Ballets Canadiens. Ferner war er von 1998 bis 2001 Musikdirektor der Philharmonie de Lorraine in Metz. Seit 2006 ist er Musikdirektor des Orchestre symphonique de Trois-Rivières und ist seit 2009 Chef des New Jersey Symphony Orchestra in Newark (New Jersey) (USA).
Mit der Spielzeit 2016/2017 wird Lacombe Chefdirigent der Oper Bonn und wird dort am 29. Mai 2016 die Oper Holofernes von Emil Nikolaus von Reznicek vorstellen. Der Vertrag mit der Oper Bonn hat eine Laufzeit von zwei Jahren. Seine Aufgaben in Trois-Rivières und Newark wird er vorläufig weiterhin wahrnehmen.
Lacombe lebt mit seiner Ehefrau in New Jersey.

## Ehrungen und Auszeichnungen
- 1986: Stipendiat des Conseil des arts du Canada
- 2012: Ritter (Knight) des Ordre national du Québec
- 2012: Queen Elizabeth II Diamond Jubilee Medal
- 2013: Member des Order of Canada